# Vilers
Vilers és un veïnat del municipi de Madremanya. La seva població és d'una vintena d'habitants.
Es troba situat a poca distància del nucli de Madremanya, al cantó de la carretera d'Els Àngels. El seu nucli el conformen diverses cases de pagès: Cal Bisbe, Cal Raset, Can Castellet, Can Quintana i Can Coronado.